# Армэшеску, Михаэла
Михаэла Армэшеску (рум. Mihaela Armăşescu; 3 сентября 1963, Томшань) — румынская гребчиха, двукратный серебряный призёр Олимпийских игр.